# Bolbaffer abditus
Bolbaffer abditus es una especie de coleóptero de la familia Geotrupidae.

## Distribución geográfica
Habita en el Congo (África).